# Telfairia pedata
Espèce
Telfairia pedata est une espèce de plante à fleurs de la famille des cucurbitacées.
Cette espèce a été décrite par William Jackson Hooker, à partir de spécimens ramenés par Charles Telfair de Madagascar à l'île Maurice.

## Taxonomie
Différents noms locaux :
- région de l'Est africain : Kvemme[2] ;
- Kisuaheli : M'queme[2] ;
- Kischambaa : Lukungu[2] ;
- Waschambaa : Lukunga[3] ;
- Mozambique : Koeme de Zanzibar, Castanhas d'Imhambane[2] ;
- Madagascar : Kouème Souali[2] ;
- Maurice (où en 1827 Le Joliff doit l'avoir introduite) : liane de Le Joliff[2].

Le catalogue de l'Exposition universelle de 1878 la donne comme Ogadioka, provenant du Gabon. Mais il y a peut-être là confusion avec Telfairia occidentalis Hook. f., signalée comme indigène en Guinée, dont la graine est semblable à celle du T. pedata de la côte orientale africaine tropicale et seulement un peu plus petite ; car cette graine n'a plus reparu, pour la même colonie du Gabon, dans le catalogue de l'Exposition universelle de Paris en 1889, ni dans celui de l'Exposition d'Anvers (1894) à la section coloniale française, ni enfin en 1900, à Paris.
Le premier nom scientifique de cette plante est Joliffia africana, donné par Bojer et Delile.

## Description

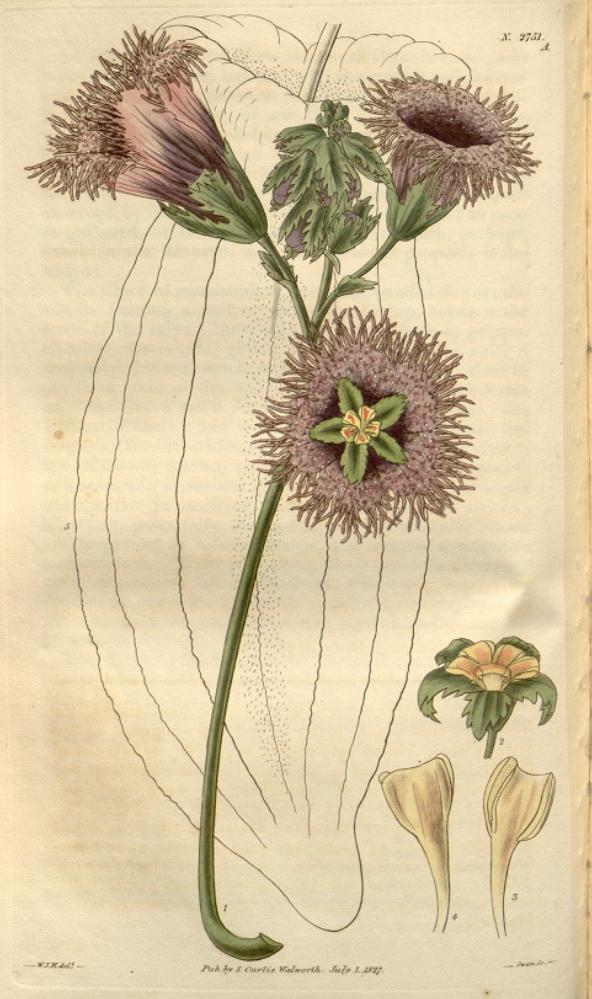
Fleur mâle (illustration de 1827).

Plante pérenne, grimpante, pourvue d'une tige de 15 à 30 mètres de long portant des feuilles digitées, longuement pétiolées, glabres sur la face supérieure, papilleuses sur la face inférieure. 

Ces feuilles ont 5 à 7 divisions ovales ou en forme de lancette légèrement dentées et terminées en pointe : elles mesurent de 8 à 12 cm de long sur 4 à 7 cm de large. Les vrilles longues et puissantes sont bifides.
Les fleurs mâles sont groupées en grappe et les femelles sont isolées. 

Ces dernières se font remarquer par leur grand développement (5 à 10 centimètres de diamètre), par la denticulation en scie de la pointe du calice, et enfin par leur couleur légèrement pourprée qui s'accentue de leur base au sommet. Le calice est formé de 5 sépales ovales aigus, terminés en pointe et à bords dentés en scie. La corolle violette et rotacée est formée de 5 pétales qui portent sur les bords de fines et longues denticulations. 

Les fleurs mâles portent 3 étamines à courts filets et à loges anthériques recourbées.
Le fruit, qui ne peut être confondu avec aucun autre, est une très grosse courge verte, de 50 cm à 1 mètre de long et 75 cm de diamètre sur 15 à 20 centimètres d'épaisseur, pesant jusqu'à 27 kilos et pourvues de 10 à 12 bandes longitudinales. Dans les 3 à 5 loges de ces fruits qui sont entourés d'une épaisse couche pulpeuse, charnue, on trouve 200 à 300 semences (nommées Mkunga en langue indigène) disposées en série linéaire, de la forme et de la dimension d'une pièce de 5 francs — ou d'un thaler allemand : de là leur nom de Thalerkürbiss. Ces graines très remarquables, plates, à contours irrégulièrement circulaires, mesurent 4 à 5 centimètres de diamètre.

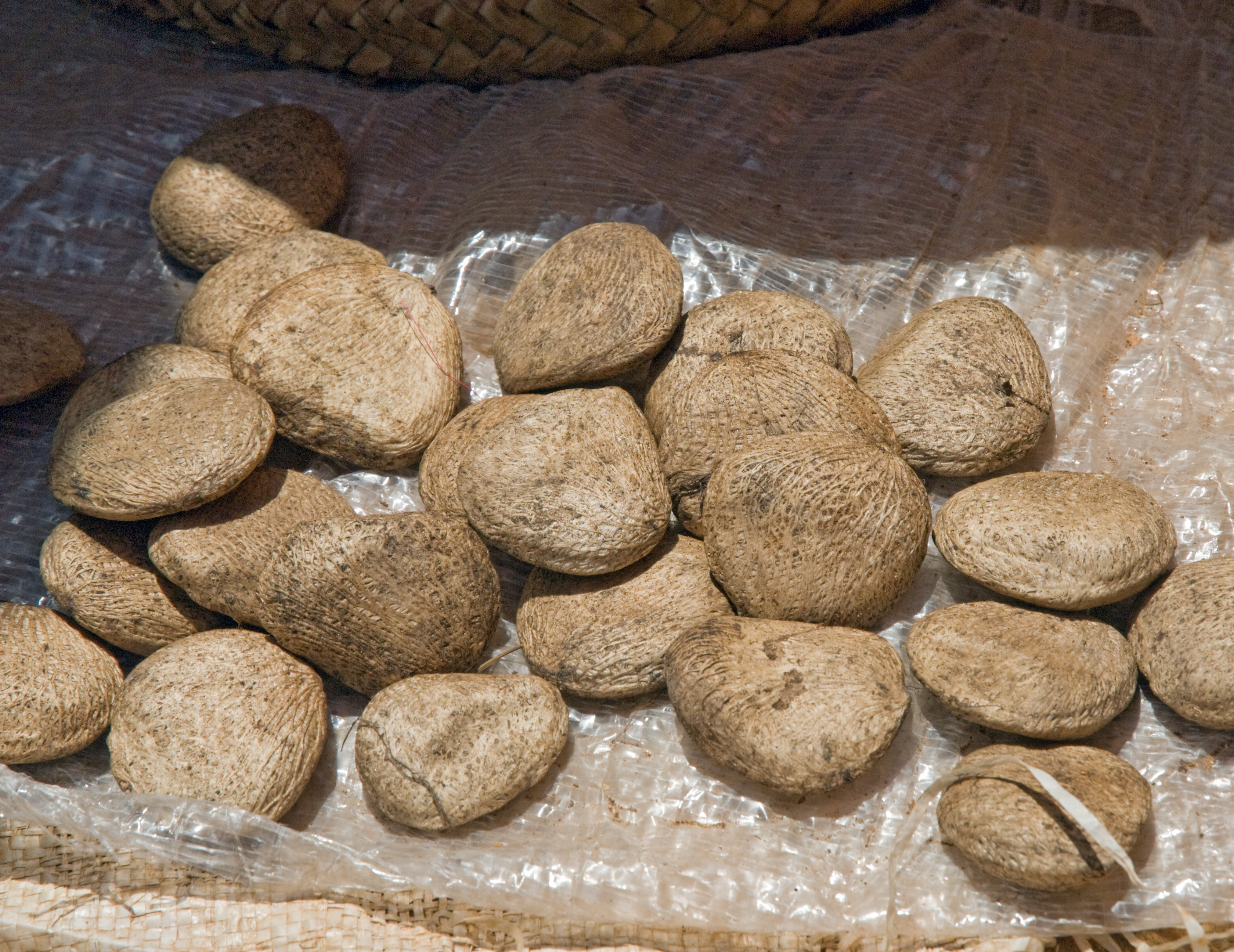
Graines.
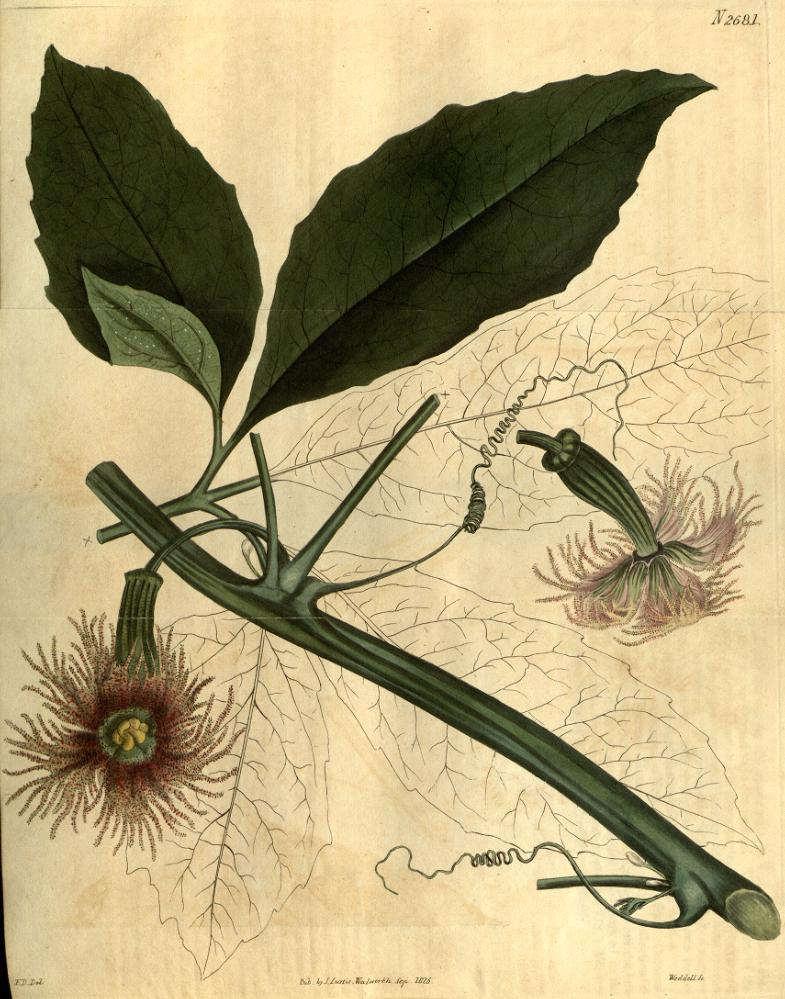
Plante femelle.